# Дайнеко, Алексей Алексеевич
 Алексе́й Алексе́евич Дайне́ко (5 июня 1970, Москва — 13 июня 2016, Москва) — российский актёр театра и кино, режиссер и телеведущий, музыкант, продюсер, шоумен.

## Биография
Алексей Дайнеко родился 5 июня 1970 года в Москве. В детстве не рассматривал актёрскую профессию всерьёз, так как его больше интересовали точные науки. Мальчик учился в престижной школе с физико-математическим уклоном № 56, но постепенно в его жизнь стала входить музыка, и Алексей решил изучать техническую сторону шоу-бизнеса.
В 1989 году окончил Театральное художественно-техническое училище факультет «Звукорежиссуры» (Радиотехника) кафедра Иванова А. К., преподаватель Борзых Т. Н.
В 1989—1993 годах учился в ГИТИСе (РАТИ) на факультете «Актёр театра и кино» (мастерская С. Н. Колосова и Л. И. Касаткиной. Педагоги Джигарханян А. Б., Левертов В. Н., Успенский В. А.).
В 1993 году после окончания ГИТИСа был принят на работу в Центральный академический театр Российской армии (ЦАТРА).
Также начал активно работать на телевидении, вёл телепрограмму «Планета связи» на каналах ТВ-6 и ТВ Центр.
В 2006 году в качестве режиссёра и продюсера снял фильм «Улыбаясь вечности вселенной», который на Фестивале цифрового кино в номинации «Неигровое кино» получил Гран-при фестиваля.
В качестве продюсера и автора музыки и стихов работал над музыкальными проектами. Создал новое музыкальное направление «Кислотный мега-рок», записав в качестве автора и исполнителя несколько композиций с группой «DAIKONE». Кроме того, на счету актёра и музыканта такие проекты, как «Elite Dance Music», «Avatara», где он пел дуэтом с Наталией Бирюзой, а также сольное выступление под собственным именем.
В 2000—2009 годах был РR-директором казино «Амбассадор», а также ведущим ТВ-программы «Казино „Амбассадор“ представляет».
Скоропостижно скончался в ночь на 13 июня 2016 года. Приехавшая на вызов бригада «скорой помощи» не смогла его спасти, причиной смерти стала лёгочная эмболия. Похоронен на Троекуровском кладбище в Москве.

## Творчество

### Фильмография

#### Актёр
- 1988 — Публикация — реж. Виктор Волков — Десятиклассник Рогозин
- 1991 — Номер «люкс» для генерала с девочкой — реж. Александр Александров — Лёша
- 1992 — Свободная от мужчин — реж. Евгений Соколов «Пирамида» — Артём
- 1997 — Клубничка — реж. Юрий Беленький — Кроха
- 1999 — Д. Д. Д. Досье Детектива Дубровского — реж. Александр Муратов — Кузя
- 2000 — Что сказал покойник — реж. Игорь Масленников — Менеджер автосалона
- 2001 — Семейные тайны — реж. Елена Цыплакова — Директор агентства
- 2001 — Хозяин «Империи» — реж. Эльдар Уразбаев — Николаев
- 2002 — Если невеста ведьма — реж. Олег Фесенко ТВ — 4 серии
- 2002 — Специальный репортаж, или Супермен этого дня — реж. Василий Фенин — Телеведущий Курочкин
- 2002 — Улыбка Мелометы — реж. Михаил Кокшенов — Лёша
- 2004 — Бальзаковский возраст, или Все мужики сво… — реж. Дмитрий Фикс — Виктор
- 2005 — Адвокат — 2 — реж. Максим Пежемский — Мигунько
- 2007 — Секунда до… — реж. Алексей Колмогоров — Слава
- 2008 — Московский жиголо — реж. Дмитрий Фикс — Любовник
- 2010 — Адвокатессы — реж. Юрий Харнас — Глава страховой компании Ланской
- 2011 — Любовь и прочие глупости — реж. Ольга Грекова — Юрий Крайнов
- 2012 — Второй убойный — реж. Святослав Власов — Кондрашов
- 2012 — Карпов — реж. Игорь Ромащенко — Редактор Игорь Владимирович
- 2012 — Мент в законе — 5 — реж. Сергей Полянский — Костыль
- 2012 — Метод Лавровой — 2 — реж. Валерия Ивановская — Писатель Кирилл Рогов
- 2012 — Страна 03 — реж. Сергей Лесогоров — Бизнесмен
- 2012 — Учитель в Законе — 3 — реж. Рустам Уразаев — хозяин клуба Комаровский
- 2013 — Дальнобойщики — 3. Десять лет спустя — реж. Марина Видинеева — Капитан ОМОНА Лесных
- 2013 — ДЕФФЧОНКИ — реж. Наумов А. — Олигарх
- 2013 — Дикий — 4 — реж. Артём Мазунов — Майор Власов
- 2013 — Икорный барон — реж. Александр Картохин — Старший инспектор Рыбохраны Савельев
- 2013 — Тихая охота — реж. Сергей Артимович — Александров
- 2014 — Дельта. Продолжение — реж. Сергей Виноградов — Иван Романович Щагин
- 2015 — Неуловимые — реж. Артём Аксененко — Прораб
- 2016 — Провокатор — реж. Стас Шмелёв — Нотариус
- 2017 — Последний мент — реж. Михаил Жерневский — Мороков нарколог

#### Режиссёр
- 2006 — «Улыбаясь вечности вселенной» — обладатель Гран-при кинофестиваля «Четвёртое измерение»

### Роли в театре
Центральный академический театр Российской армии (ЦАТРА)
- «Юбилей» — Чехов А. П. — Хирин,
- «Трудовой хлеб» — Островский — Копров
- «Блэз» — Жан Клод Манье —  Клибер Карлье
- «Новеллы Севелы» — Э.Севела — Дан

## Дискография
- 2002 — «Daikone»
- 2013 — «Девять откровений и ещё два»
- 2014 — «Мне нужна высота»
- 2014 — «Жизнь моя»

## Награды и Призы
- 2005 — обладатель Гран-при кинофестиваля «Четвёртое измерение» в Московском Доме Кино за фильм «Улыбаясь вечности вселенной», снятого в качестве режиссёра и продюсера.
- 2012 — обладатель Гран-при международного музыкального фестиваля «Хорошая песня» в Москве.